# Komunistička partija
Komunistička partija ili komunistička stranka su izrazi koji se rabe za političku stranku koja se zalaže za praktičnu primjenu komunističke ideologije, odnosno uspostavljanje komunističkog državnog uređenja. Naziv dolazi od Manifesta Komunističke partije koga su 1848. napisali Karl Marx i Friedrich Engels.
Komunistička partija je, prema lenjinističkoj teoriji, avangarda (predvodnik) radničke klase; kada je ta partija na vlasti, ona predstavlja najvišu vlast diktature proletarijata. Lenjinove teorije o ulozi komunističke partije su se razvile početkom 20. st. kada su se tadašnji ruski socijaldemokrati podijelili u dvije međusobno suprotstavljene frakcije - boljševike ("većina") i menjševike ("manjina"). 
Vladimir Iljič Lenjin, koji je postao vođa boljševika, zalagao se kako revolucionarna partija mora biti malobrojna avangarda s centraliziranim vodstvom i članstvom od "provjerenih" kadrova; menjševici su se, pak, zalagali za masovni i široki pokret. Boljševička partija je tijekom oktobarske revolucije došla na vlast u Rusiji 1917. i s vremenom se preobrazila u Komunističku partiju Sovjetskog Saveza. Nakon što je stvorila Komunističku interacionalu njen model organizacije su tijekom sljedećih godina i desteljeća kopirale brojne druge komunističke partije širom svijeta.
Trenutno u svijetu postoji nekoliko stotina komunističkih partija; njihov uticaj i uspjeh se razlikuje od zemlje do zemlje. Dok su u Europi, gdje su desetljećima bile među najjačim i vladajućim strankama, danas uglavnom potpuno marginalizirane ili su napustile komunističku ideologiju postavši reformirane komunističke partije, u zemljama Trećeg svijeta još uvijek imaju značajan utjecaj. U tri zemlje - Kubi, NR Kini i Vijetnamu - su komunističke partije još uvijek vladajuće stranke.
Najveća komunistička partija na svijetu je Komunistička partija Kine, koja je sa 78 milijuna članova, ujedno i najveća politička stranka na svijetu.
U Hrvatskoj je 2013. osnovana nova Komunistička partija Hrvatske.